# Leonhardi (Adelsgeschlecht)

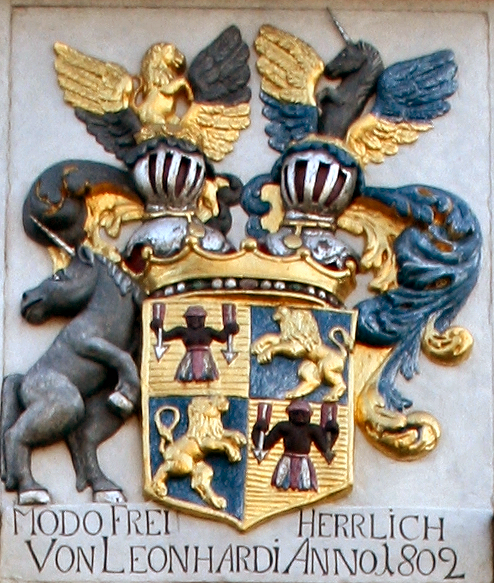
Wappen derer von Leonhardi

Leonhardi ist der Name eines hessischen Adelsgeschlechts.

## Geschichte
Ursprünglich stammt die Familie aus Waldeck. Die Stammreihe beginnt mit Christoph Leonhardt (1610–1687), Amtmann in Arolsen sowie anschließend Stadt- und Landschultheiß in Nieder-Wildungen. Sein Sohn Johann Jacob (1645–1691) nannte sich als erster Leonhardi. Er wird Gerichts-Amtmann und Rentmeister des Eisenbergs und erwirbt das ritterschaftliche Burglehen in Mengeringhausen. Johann Peter (1747–1830), Bankier, Kaufmann, Politiker und Freimaurer in Frankfurt wurde für seine Verdienste in Wirtschaft und Politik 1791 von Carl Theodor von der Pfalz zum Freiherrn sowie 1794 von Kaiser Franz II. zum Reichsfreiherrn ernannt. Die durch dessen Sohn Ludwig Carl (1781–1864) begründete böhmische Linie wurde im Jahr 1812 in den dortigen Herrenstand aufgenommen; sie ist inzwischen erloschen. Die Familie gehört zur Althessischen Ritterschaft.

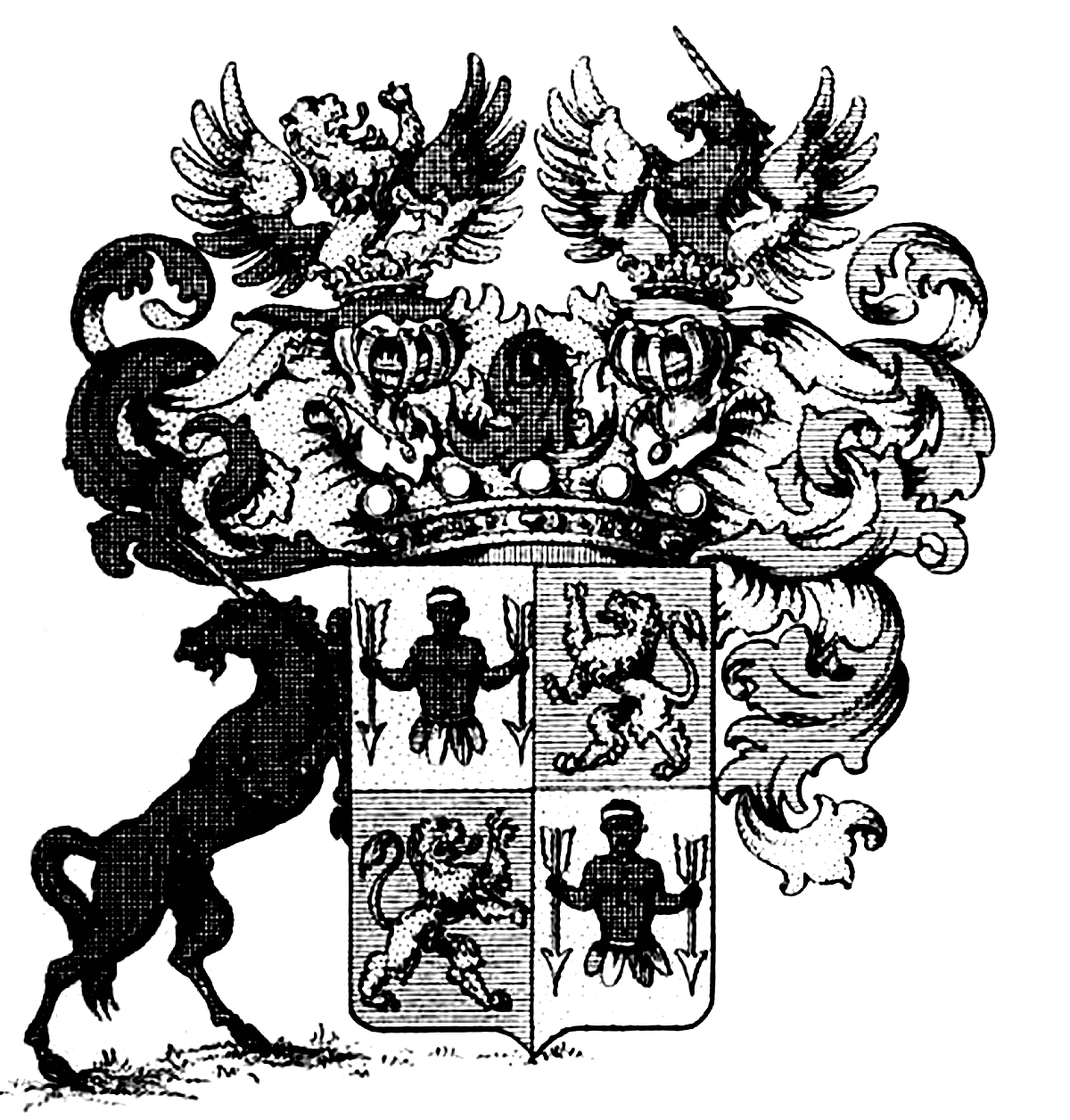
Wappen derer von Leonhardi im Tyroffschen Wappenbuch

## Wappen
Das alte Familienwappen zeigt einen goldenen Löwen auf blauem Grund. Seit 1794 ist der Schild geviert: 1 und 4 in Gold, mit einem vorwärts schreitenden schwarzen Krieger, in den erhobenen Händen jeweils einen mit der Spitze abwärts zeigenden Speer haltend; 2 und 3 in Blau, mit einem einwärts springenden goldenen Löwen.

## Namensträger
- Johann Peter von Leonhardi (1747–1830), Frankfurter Bankier, Kaufmann, Politiker u. Freimaurer, seit 1789 Provinzial Großmeister der Eklektischen Bundes,
- Jakob Friedrich von Leonhardi (1778–1839), Diplomat (Bundestagsgesandter der 16. Kurie)
- Marianne Gräfin Unruh, geb. Freiin von Leonhardi (1811–1887), gründete 1862 das Stift Unruh in Groß-Karben
- Wilhelm von Leonhardi (1812–1856), Autor u. Diplomat
- Franz von Leonhardi (1815–1883), General (k.u.k. Feldmarschall-Leutnant)
- Ludwig (Louis) von Leonhardi (1825–1884), Diplomat u. Landtagsabgeordneter
- Moritz von Leonhardi (1856–1910), Anthropologe u. Landtagsabgeordneter
- Theodor von Leonhardi (1856–1927), K.u.K. Feldmarschall-Lt. (Char. ad hon. u. pens.)
- Adolf von Leonhardi (1856–1908), böhmischer Politiker u. Theosoph
- Johann von Leonhardi (1860–1899), Diplomat
- Hugo von Leonhardi (1864–1922), Fideikommissherr u. großherzoglicher Oberhofmeister
- Ludwig Carl von Leonhardi (1781–1864), Begr. d. böhm. Familienzweiges, Besitzer d. Herrschaften Platz (Straz) u. Erdreichsthal Budweiser Kreis
- Hermann von Leonhardi (1809–1875), Philosoph und Botaniker

## Bilder

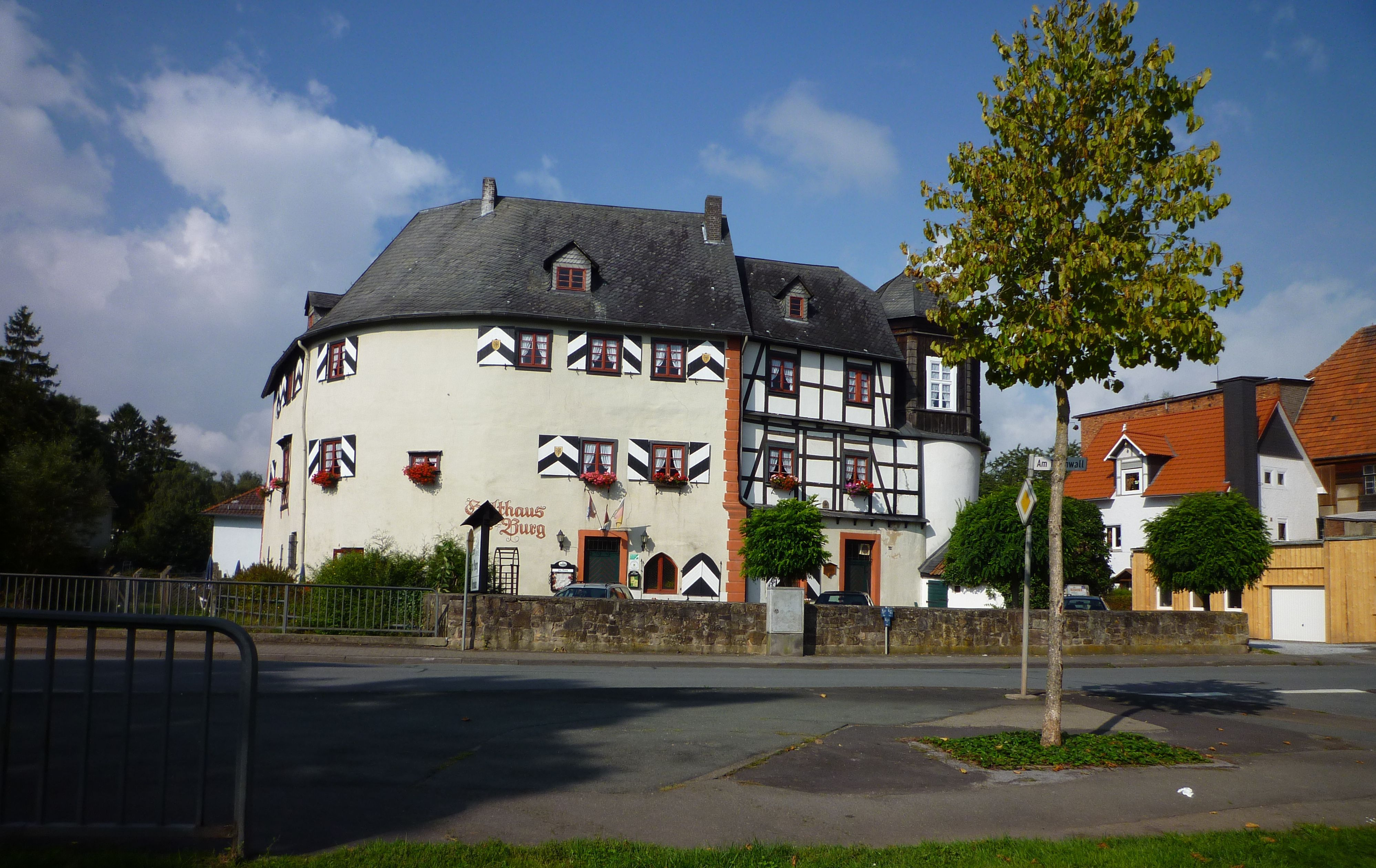
Burg Mengeringhausen bei Bad Arolsen
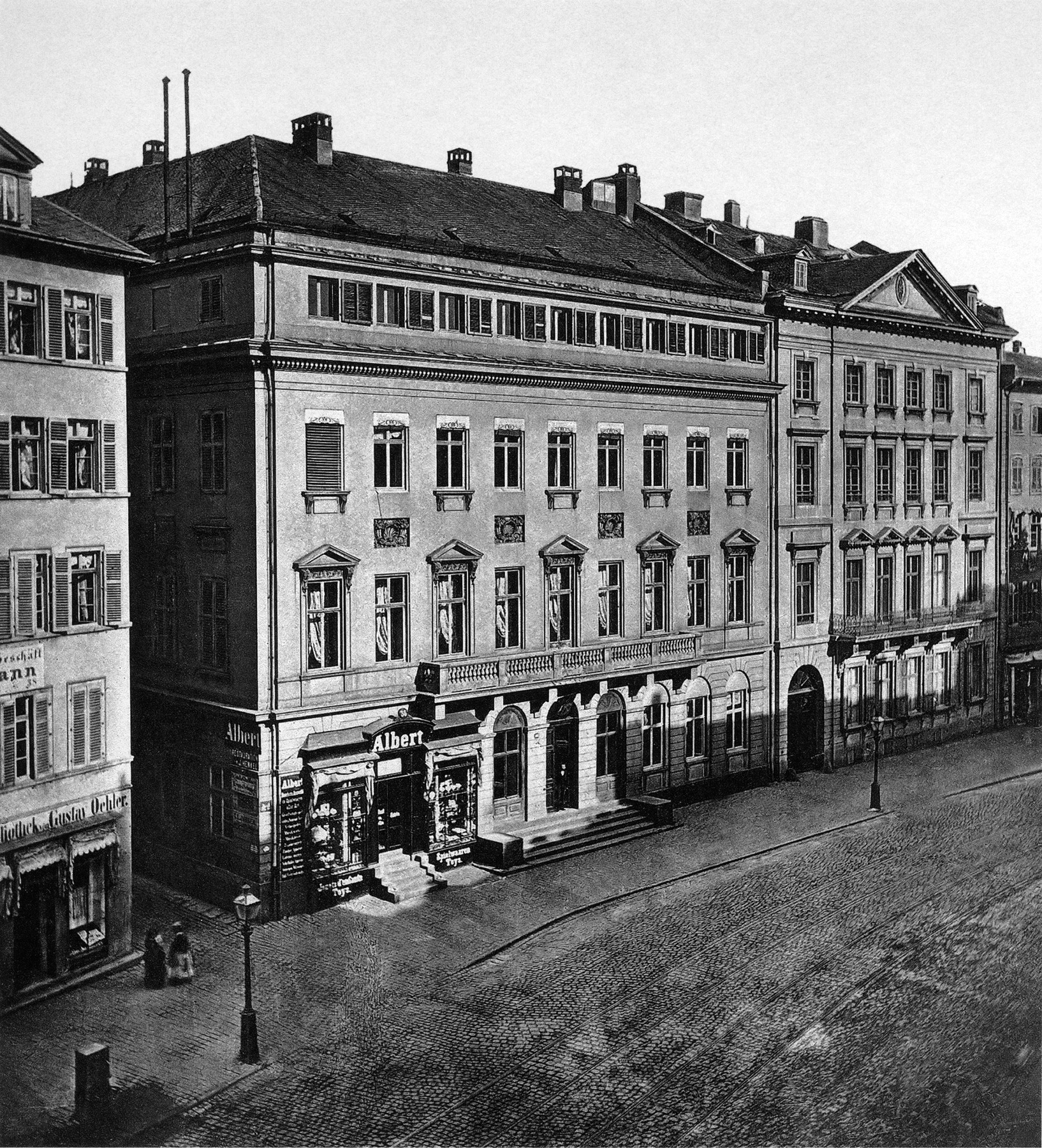
Palais Rothschild erbaut als Haus Leonhardi in Frankfurt, Zeil (im Krieg zerstört)
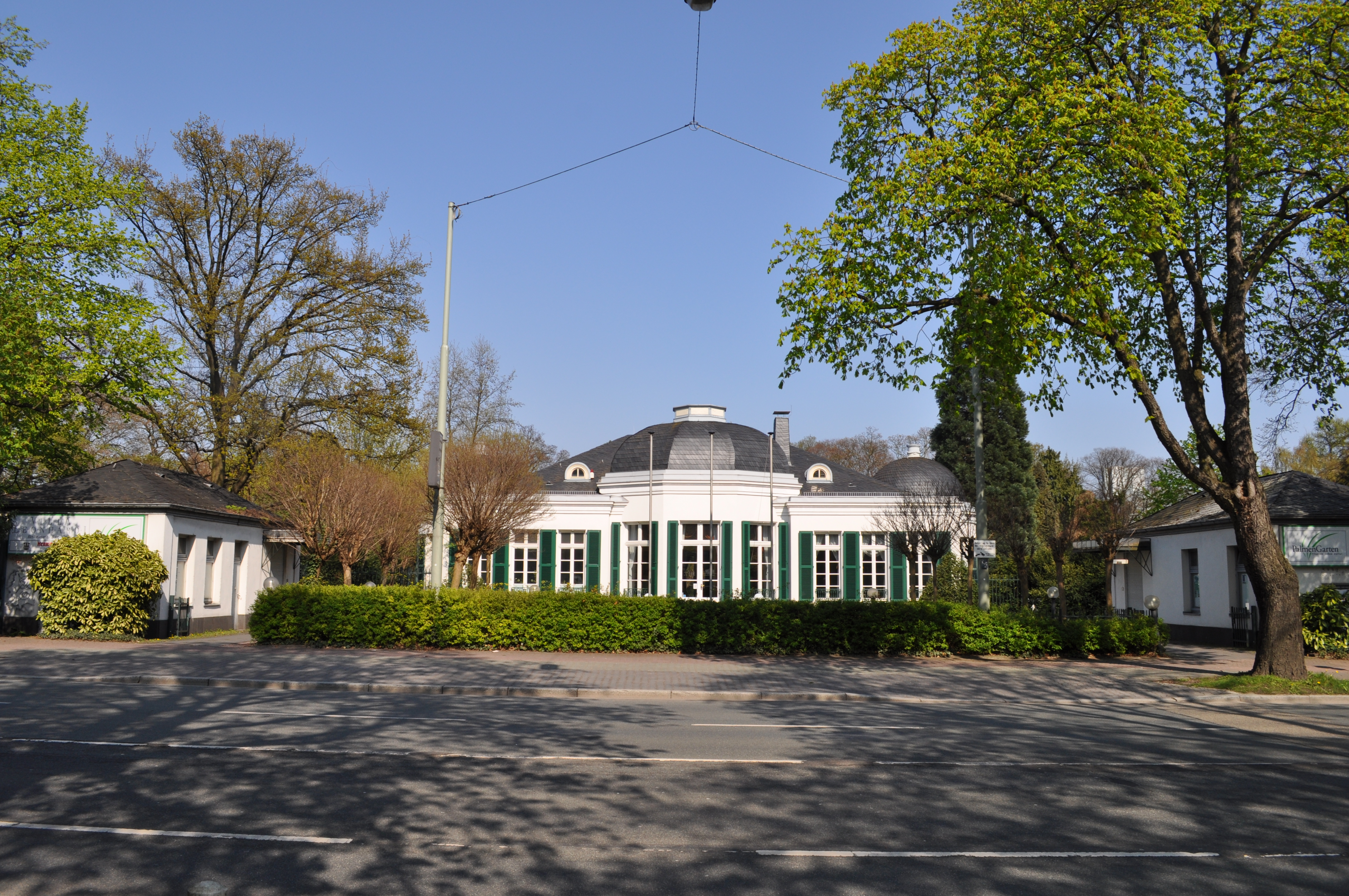
Teile der ehemaligen Gartenvilla Leonhardi in Frankfurt, Westend
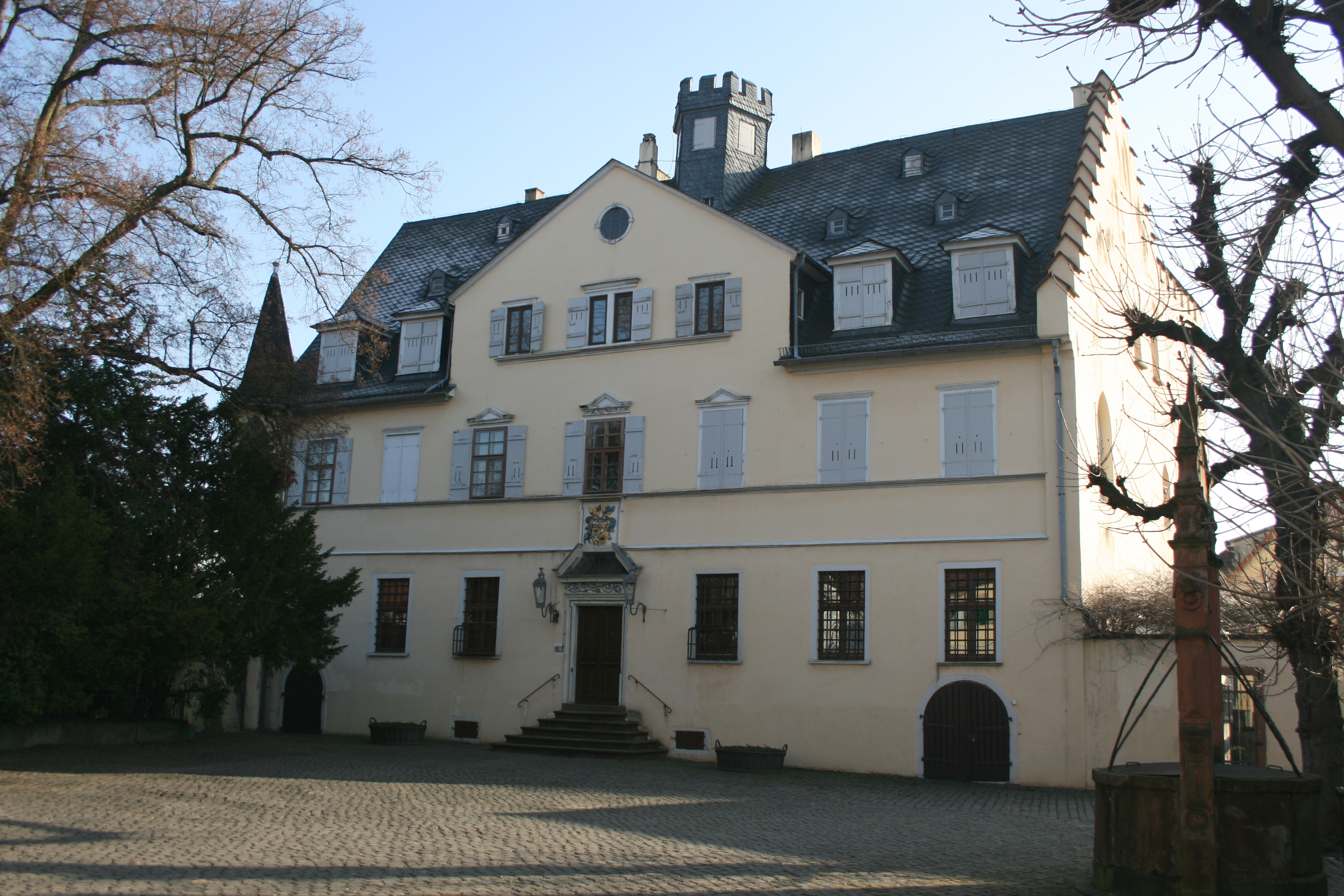
Leonhardisches Schloss in Groß-Karben
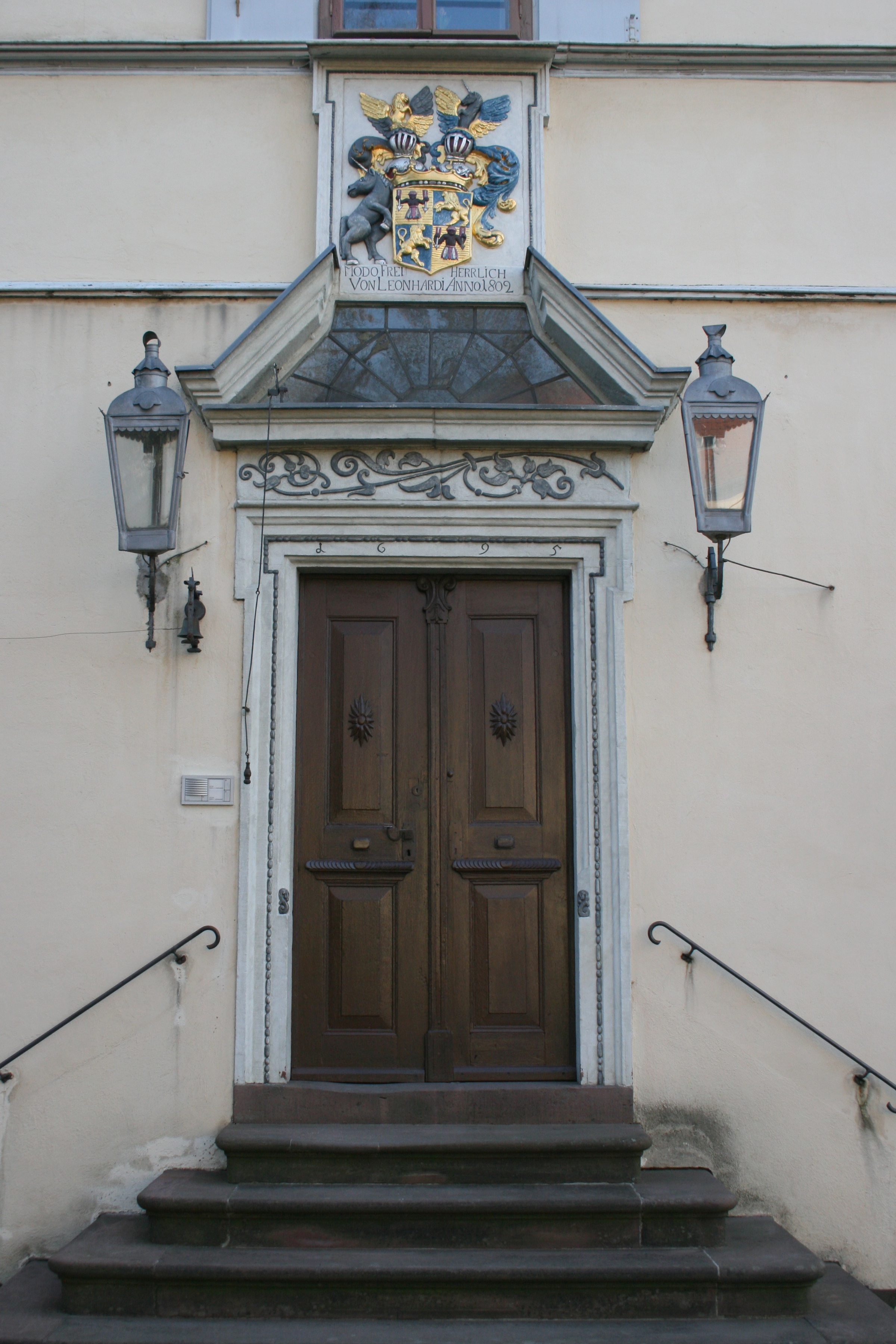
Portal des Leonhardi'schen Schlosses in Karben
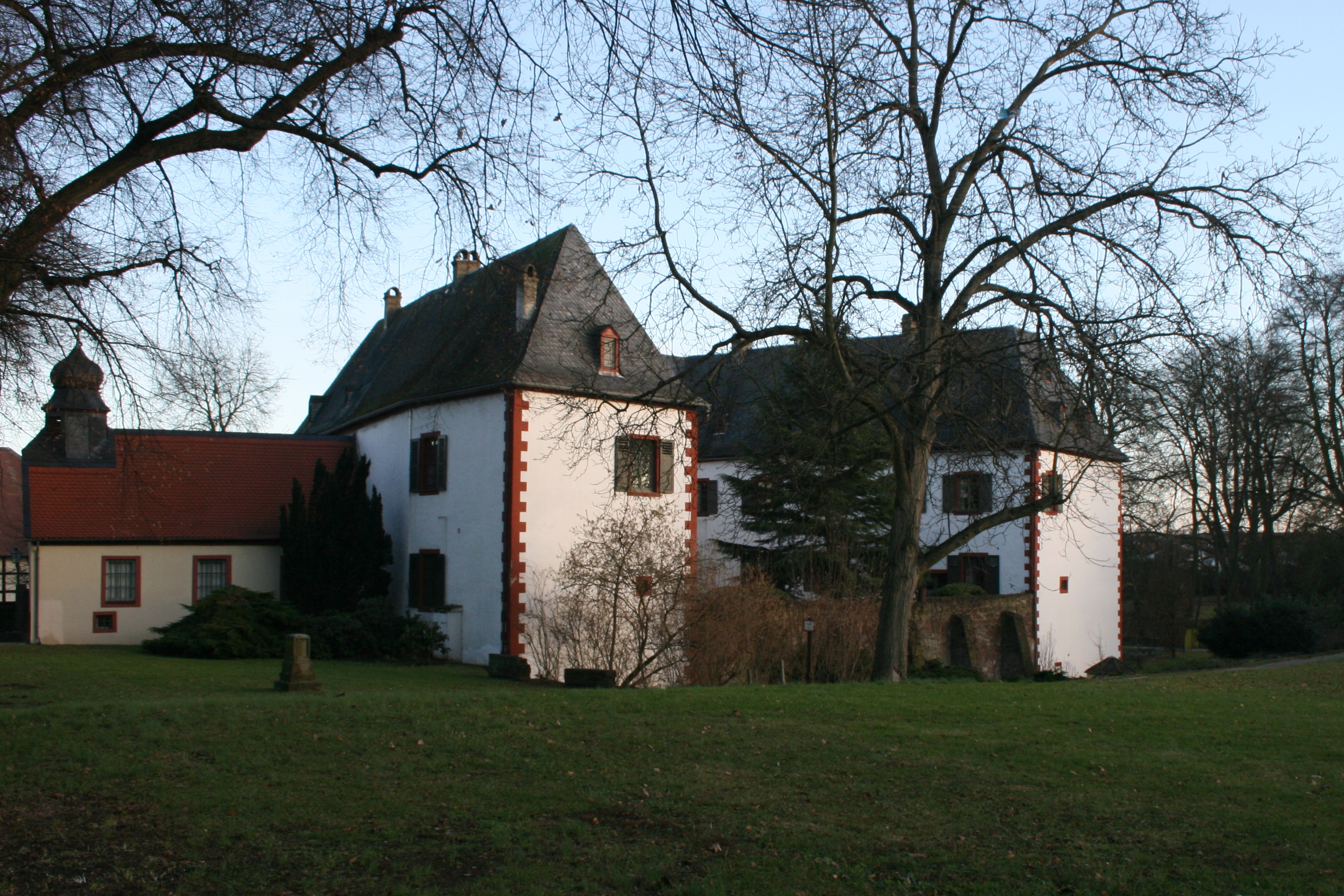
Oberburg Heldenbergen

## Grablege
- Frankfurter Hauptfriedhof - Gruftenhalle - Gruft 51 - oberirdisches Epitaph der unterirdischen Gruft - Ruhestätte der Familie von Leonhardi
- Grabmal für Johann Peter von Leonhardi – Peterskirchhof aufgelassener Friedhof der Peterskirche in Frankfurt am Main